# Mimogmodera rufula
Mimogmodera rufula is een keversoort uit de familie boktorren (Cerambycidae). De wetenschappelijke naam van de soort is voor het eerst geldig gepubliceerd in 1955 door Breuning.